# Gil Grissom
Gilbert (Gil) Arthur Grissom, Ph.D. (17 augustus 1956) was een hoofdpersonage uit de televisieserie CSI: Crime Scene Investigation. Grissom werd gespeeld door William Petersen, die tevens een van de producers van de serie was.
Grissom heeft de leiding over de nachtdiensten van het Clark County, Nevada CSI team, dat veel zaken in en rond Las Vegas onderzoekt. Hij is een forensisch entomoloog die onder andere biologie heeft gestudeerd aan de UCLA. Hij heeft uitgebreide kennis van insecten en entomologie, waar hij bij zijn onderzoek gebruik van maakt. Dit heeft hem ook de bijnaam "The Bug Man" (De Keverman) opgeleverd. Op de vraag waarom hij een CSI is geworden, is zijn antwoord steevast: "Because the dead can't speak for themselves" (omdat de doden niet zelf kunnen praten). Dit is tevens een van zijn bekendste uitspraken.

## Personage
Zijn emotieloze houding en hoge intellect werken vaak in zijn voordeel, zowel bij zijn werk als zijn persoonlijke leven. Echter, zijn pogingen om aan politiek en vooral papierwerk te ontlopen, vervreemdt hem van zijn meerderen. Zijn rechterhand, Catherine Willows, moet hem dan ook geregeld aansporen dit soort taken, zoals werknemersevaluatie, uit te voeren. Grissom stoort zich maar zelden aan de vele subculturen waar zijn baan hem mee in contact brengt. Hij haat huiselijk geweld, gewelddadige echtgenoten, kinderverkrachters en drugsdealers. Hij heeft ook een afkeer van overmatig geweld en gebruikt niet graag zijn vuurwapen, iets dat zijn vriend en agent Jim Brass nog weleens dwarszit. Hoewel hij zijn vuurwapen nauwelijks gebruikt, is Grissom wel een uitstekende schutter, zoals te zien is in aflevering 402, "All For Our Country," waar hij op de schietbaan zijn kunsten vertoont. Grissoms hobby's zijn onder andere zijn werk, kakkerlakraces, lezen, kruiswoordraadsels oplossen en in achtbanen rijden.
Grissom heeft altijd een aantal “vreemde” voorwerpen in zijn kantoor waaronder een vogelspin. Hij heeft ook een visvormig prikbord waarop hij de niet opgeloste zaken uitstalt. Hij houdt ook vaak bewijzen van gesloten zaken bij zich.
Grissom vertoont soms gelijkenissen met Sherlock Holmes. Net als Sherlock is Grissom vaak emotieloos en richt zich strikt op logica met maar weinig aandacht voor sociale normen van gedrag. Zo gooide hij een keer een paar mosterdpotjes kapot in een supermarkt om een theorie aan te tonen, aflevering 11, "I-15 Murders". Net als Holmes heeft hij een Moriartyachtige vijand in de gedaante van Paul Millander.
Grissom leest veel en gebruikt vaak citaten uit de boeken die hij gelezen heeft, voornamelijk Shakespeare. Hij werkt daarnaast aan geavanceerde kruiswoordpuzzels en luistert naar luide klassieke muziek en opera in zijn kantoor, voornamelijk als hij wil nadenken.
In 2007 nam Grissom vier weken vrij om les te geven aan Williams College in Williamstown, Massachusetts. Kort daarvoor vertoonde hij tekenen van een burn-out.
In seizoen 9 besloot Grissom met pensioen te gaan, nadat hij had geholpen met het oplossen van de zaak rondom de Dick and Jane Killer, een seriemoordenaar die weliswaar al in de gevangenis zat, maar blijkbaar niet alleen werkte. Toen de zaak was gesloten verliet Grissom in stilte het lab en vertrok naar Costa Rica voor een reünie met Sara Sidle.
In seizoen 11  aflevering 13 "The Two Mrs. Grissoms" maakt hij nog een gastoptreden.
In Immortality (CSI) tv-fim keert hij terug als blijkt dat hij verdachte is in een moordzaak van zijn SM vriendin Lady Heather. Uiteindelijk zegt Sara Sidle haar baan op bij CSI en vaart ze samen met Gil op zijn boot de haven uit de horizon tegemoet.
Sinds 2021 was hij samen met Sara Sidle te zien in het eerste seizoen van CSI: Vegas. Waarin ze hun voormalige collega’s Jim Brass en David Hodges bijstonden.

## Achtergrond
Er is niet veel bekend over Grissoms verleden en persoonlijke leven. Hij groeide op in Marina Del Rey, Californië. Zijn vader, die in de import/export handel zat, stierf toen Grissom negen was. De doodsoorzaak was waarschijnlijk een zonnesteek. Grissoms moeder runde een kunstgalerie in Venetië.
Grissom werd opgevoed als een rooms-katholiek maar zei zelf dat “die schuld niet langer onderdeel van zijn leven is”. In de aflevering "Double-Cross" uit het zevende seizoen vertelt hij Sara Sidle dat, hoewel hij niet echt meer katholiek is, hij nog wel een “seculiere katholiek" is, die zijn werk vaak een diepere betekenis geeft dan de meeste anderen. Hij gelooft ook nog altijd in God.
Grissoms moeder is doof. Hierdoor kent Grissom ook gebarentaal (aflevering 20, "Sounds of Silence"). Grissom heeft van zijn moeder Otosclerose geërfd, een ziekte die hem langzaam doof maakte. Grissom onderging echter een operatie om dit tegen te gaan (aflevering 323, "Inside the Box").

## Persoonlijk leven
Grissom heeft lange tijd geen relatie. Grissom heeft ooit een paar keer een date gehad met forensisch antropoloog Terri Miller (Pamela Gidley) (aflevering 14, "To Halve and to Hold") en geflirt met de professionele dominatrix Lady Heather.
Aan het einde van seizoen 6 leek Grissom een langdurige relatie te hebben met Sara Sidle, hoewel dit niet direct duidelijk werd. Waarschijnlijk kwam de relatie in het vierde seizoen tot stand.Ze hielden dit in het zevende seizoen in eerste instantie geheim voor de rest van de crew, die echter wel iets beginnen te vermoeden. In het achtste seizoen vroeg Grissom Sara zelfs ten huwelijk. Ze accepteerde, maar tot een huwelijk kwam het niet omdat Sara besloot het team te verlaten na haar ervaringen met de schaalmodelmoordenaar. Nadat hij Sara achterna ging in de aflevering One to go van seizoen 8 is het huwelijk er alsnog van gekomen. Van al zijn mede inspecteurs lijkt Grissom nog wel het meest op Sara Sidle. Beide zijn “wetenschapsnerds” zoals ze het zelf noemen. Toch kwam er ook weer een einde aan hun huwelijk in seizoen 13, toen Sara weer terug was in Las Vegas en Grissom in Parijs verbleef. In de finale van CSI (Immortality) komt Grissom terug in Las Vegas en helpt zijn oude team.
De meeste mensen noemen Grissom bij zijn achternaam, maar Catherine Willows, Dr. Al Robbins, en Conrad Ecklie noemen hem gewoon "Gil," en Warrick Brown gebruikte de verkorte vorm "Griss.".

## Trivia
- Het personage zou eigenlijk Gil Scheinbaum gaan heten.
- Hoewel Grissoms personage afkomstig zou zijn van de Westkust van de Verenigde Staten heeft hij een typisch Chicago accent.
- Grissom is gebaseerd op de echte Las Vegas Metropolitan Police Department criminoloog Daniel Holstein.
- Aan het begin van seizoen 7 scheert Grissom voor het eerst sinds drie seizoenen zijn baard af.